# Lukaskirche (Aschaffenburg)

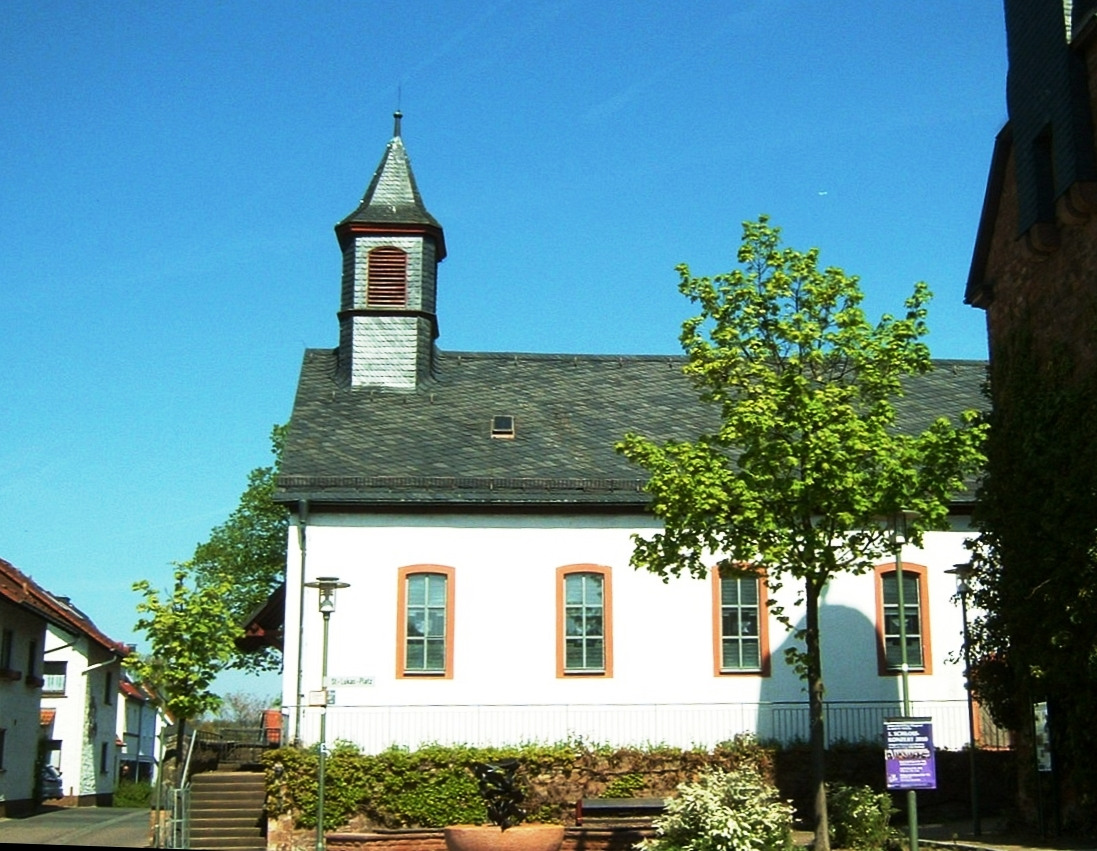
Lukaskirche mit St. Lukasplatz

Die evangelisch-lutherische Kirche St. Lukas liegt im Aschaffenburger Stadtteil Leider.

## Geschichte
Die alte Leiderer Kirche, in alten Urkunden auch Kapelle genannt, reicht in ihren ältesten Gebäudeteilen zurück bis in die zweite Hälfte des 13. Jahrhunderts und hatte den Heiligen Laurentius als Kirchenpatron. In ihr wurde bis 1923 Gottesdienst gefeiert, danach wurde sie als Jugendheim genutzt. 1954 von der evangelisch-lutherischen Gemeinde erworben, ist die St.-Lukas-Kirche Gottesdienstraum für die evangelischen Christen in Leider.

## Gebäude
Es handelt sich um einen mittelalterlichen Bau, der später nach Westen verlängert wurde. Der Chor ist dreiseitig geschlossen und ohne Einziehung, er hat Rundbogenfenster aus dem 17. Jahrhundert. Im Langhaus befinden sich in vier Achsen Stichbogenfenster aus der Zeit des Barock. Die Kirche trägt einen Dachreiter. Besonders erwähnenswert ist innen die spätgotische Sakramentsnische. Bei umfassenden Renovierungsarbeiten (1992–1994) wurde festgestellt, dass die Kirche zweimal erweitert wurde: Der älteste Teil wurde vor 1350 errichtet, vermutlich als rechteckige, aus Bruch- und Feldsteinen gemauerte Kapelle. Im zweiten Bauabschnitt entstanden um 1580 der dreiseitig geschlossene Chor und die Sakristei. Im dritten Bauabschnitt von 1866 bis 1867 wurde sie nach Westen mit Dachreiter erweitert. Ein dendrochronologisches Gutachten ergab, dass der Dachstuhl in wesentlichen Teilen aus Originalhölzern aus dem 13. Jahrhundert besteht.

## Ausstattung
Bei der ersten Renovierung im Jahre 1955 wurde das alte Weihwasserbecken freigelegt, das heute als Taufstein dient, die freigelegten Chorfenster erhielten eine Buntverglasung. 1997 schuf die Augsburger Künstlerin Anne Hitzker-Lubin einen Fensterzyklus und 2001 der Darmstädter Künstler Thomas Duttenhoefer das neue Altarkreuz.
Unter der Empore sind zwei Grabsteine aus dem 1871/72 aufgelösten, die Kirche umgebenden Friedhof eingemauert. Das Friedhofskreuz wurde auf den neuen Friedhof im Sandrainweg aufgestellt.

## Orgel
Zum Erntedankfest am 1. Oktober 1967 wurde das Orgelwerk mit sechs Registern der Orgelbaufirma Walcker aus Ludwigsburg in einer kirchenmusikalischen Feierstunde von Kirchenmusikdirektor Herman Schem eingespielt.
| I Manual C–f3 |               |    |
| 1.            | Gedackt       | 8′ |
| 2.            | Rohrflöte     | 4′ |
| 3.            | Principal     | 4′ |
| 4.            | Octave        | 2′ |
| 5.            | Mixtur II–III | 1′ |

| Pedal C–f1 |        |     |
| 6.         | Subbaß | 16′ |

Schleifladen, mechanische Traktur, Spielkonsole an der Vorderseite, Prospektpfeifen oberhalb der Klaviatur. Durch klangdurchlässige Stabgitter wird die Öffnung darüber verdeckt.

## Glocke
Im Dachreiter läutet eine 1774 in Lauingen (Donau) gegossene Glocke mit der Inschrift „Heiliger Antonius von Padua, entreiße deine Knechte von allen Übeln“ in Latein und einem Antoniusrelief mit Jesukind, im unteren Kranz steht „Antonius Weingarten aus Lauingen hat uns alle gegossen“. Über die Erdinger Glockengießerei kam die 140 kg schwere Glocke, die wahrscheinlich aus dem Sudetenland oder aus Schlesien stammt, nach Leider und wurde am 11. November 1956 von Kirchenrat Georg Kaeßler geweiht. Als sie das erste Mal läutete, entdeckte man, dass ihr „dis“ wunderbar und harmonisch in das fünfstimmige Geläute der katholischen Pfarrkirche St. Laurentius passt.

## Pfarrer
- 1964–1976 Günter Buhl
- 1976–1985 Hartmut Gehlert
- 1986–1998 Thomas Schmidt und Martina Schardt-Schmidt
- seit 1998 Markus Geißendörfer und Susanne Arnold-Geißendörfer

## Gemeindezentrum
Nach den Plänen des Architekten Josef Böhm aus Aschaffenburg entstand Am Dreispitz/Ecke Planckstraße ein evangelisches Pfarr- und Gemeindehaus mit einem Saal für bis zu 100 Personen, einem Jugendraum und einer Teeküche. Am 12. Juli 1963 feierte man Richtfest und am 5. April 1964 in Anwesenheit von Kreisdekan, Oberkirchenrat Heinrich Koch, Ansbach und dem Aschaffenburger Dekan Lic. W. Schilberg, die Einweihung.

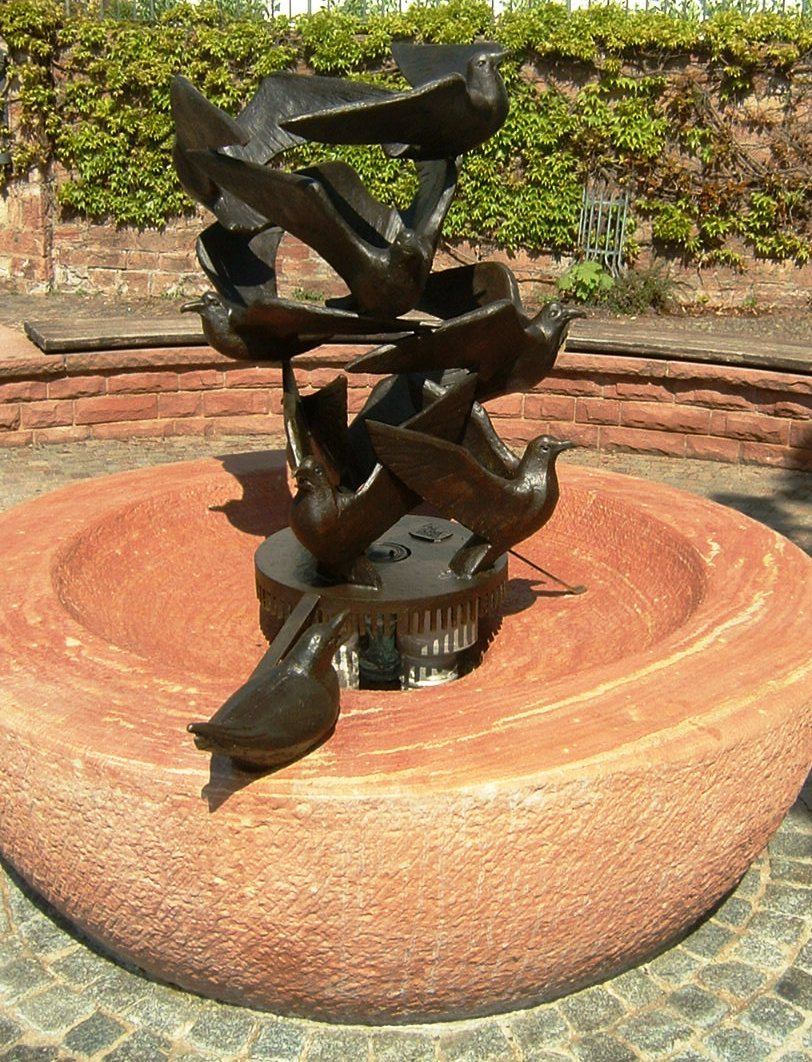
Möwenbrunnen am St. Lukasplatz

## St.-Lukas-Platz
Den Platz vor der Kirche mit dem alten Schulhaus (heute Bürgerhaus) ziert der Möwenbrunnen, ein Werk Gunter Ullrichs und des Kunstgießers Jörg Grundhöfer, sowie die Kleinplastik Leiderer Milchmädchen des Leiderer Bildhauers Ludwig Fischer, in Bronze gegossen ebenfalls von Jörg Grundhöfer.